# Quenchendio
Quenchendio är en ort i Mexiko.   Den ligger i kommunen Huetamo och delstaten Michoacán de Ocampo, i den södra delen av landet, 200 km väster om huvudstaden Mexico City. Quenchendio ligger 580 meter över havet och antalet invånare är 219.
Terrängen runt Quenchendio är huvudsakligen kuperad, men den allra närmaste omgivningen är platt. Runt Quenchendio är det ganska glesbefolkat, med 23 invånare per kvadratkilometer. Närmaste större samhälle är Paso de Núñez, 8,3 km norr om Quenchendio. I omgivningarna runt Quenchendio växer huvudsakligen savannskog.